# Шарова, Инесса Христиановна
Ине́сса Христиа́новна Шаро́ва (28 октября 1931, Москва — 22 июня 2021) — советский и российский энтомолог, специалист по экологии жужелиц, доктор биологических наук (1974), профессор Московского педагогического государственного университета.

## Биография
Родилась в Москве 28 октября 1931 года. В 1953 году с отличием окончила Московский государственный педагогический институт (МГПИ им. В. И. Ленина). Поступила в аспирантуру кафедры зоологии и дарвинизма МГПИ. Научные исследования в студенческие годы проводила под руководством М. С. Гилярова и К. В. Арнольди. Принимала участие в экспедициях, организованных Институтом эволюционной морфологии и экологии животных.
С 1956 года стала работать на кафедре зоологии и дарвинизма Московского государственного педагогического института. Защитила кандидатскую диссертацию на тему: «Личинки жуков-жужелиц, полезные и вредные в сельском хозяйстве». В 1974 году защитила докторскую диссертацию на тему «Жизненные формы жуков-жужелиц (Coleoptera, Carabidae)». С 1974 по 1984 годы была деканом биолого-химического факультета МГПИ.
Скончалась 22 июня 2021 года. Похоронена на Новодевичьем кладбище.

## Научная деятельность
Основатель научной школы карабидологов и одним из лидеров школы почвенных зоологов России. Предложила классификацию жизненных форм личинок и имаго семейства жужелиц. Совместно с Олегом Леонидовичем Крыжановским была инициатором организации трех Всесоюзных карабидологических совещаний. Была руководителем 29 кандидатских и пяти докторских диссертаций.

## Награды и премии
Награждена множеством почётных грамот, а также медалями:
- 1997 — Медаль «В память 850-летия Москвы»
- [когда?] — Медаль «Ветеран труда».

В 2003 году присвоено почётное звание «Заслуженный работник высшей школы РФ» и Почетный профессор МПГУ.

## Публикации
Опубликовала более 200 научных работ, в том числе монографий, учебников и учебных пособий.
Монографии:
- Шарова И. Х. Жизненные формы жужелиц (Coleoptera, Carabidae). — М.: Наука, 1981. — 360 с.
- Шарова И. Х. Проблемы теории эволюции. — М.: Знание, 1981. — 64 с. — (Новое в жизни, науке, технике).
- Никишов А. И., Шарова И. Х. Биология. Животные, 7-8. Учебник для 7-8 классов средней школы. — 3-е издание. — М.: Просвещение, 1997. — 256 с.
- Шарова И. Х. Зоология беспозвоночных : Книга для учителя. — М.: Просвещение, 1999. — 303 с. — ISBN 5-09-007690-1.
- Шарова И. Х. Зоология беспозвоночных : Учеб. для студентов вузов. — М.: ВЛАДОС, 2002. — 591 с. — (Новое в жизни, науке, технике). — ISBN 5-691-00332-1.
- Шарова И. Х.,  Макаров К. В. Сравнительная зоология и эволюция животных: учебное пособие : 7 кл.. — М.: Изд-во НЦ ЭНАС, 2003. — 247 с. — ISBN 5-93196-046-5.
- Шарова И. Х.,  Мосалов А. А. Биология : внеклассная работа по зоологии. — М.: Изд-во НЦ ЭНАС, 2004. — 150 с. — ISBN 5-93196-476-2.
- Шарова И. Х.,  Шаталова С. П., Макаров К. В. Преподавание зоологии в школе : метод. рекомендации : поурочное планирование : внекл. работа. — М.: АЙРИС ПРЕСС, 2006. — 171 с. — ISBN 5-8112-1721-8.

Основные статьи:
- Шарова И. Х. Морфо-экологические типы личинок жужелиц (Carabidae) // Зоологический журнал. — 1960. — Т. 39, № 5. — С. 691—708. — ISSN 0044-5134.
- Шарова И. Х. Жизненные формы имаго жужелиц // Зоологический журнал. — 1974. — Т. 53, № 5. — С. 692—709. — ISSN 0044-5134.
- Шарова И. Х. Жизненные формы имаго жужелиц // Журнал общей биологии. — 1973. — Т. 34, № 4. — С. 563—570. — ISSN 0044-4596.
- Шарова И. Х., Хобракова Л. Ц. Особенности жизненных циклов Pterostichus montanus (Motschulsky, 1844) и Carabus loschnikovi (Fischer-Waldheim, 1822) (Coleoptera, Carabidae) в условиях горно-таёжного пояса Восточного Саяна // Известия РАН. Серия биологическая. — 2005. — № 1. — С. 536—546. — ISSN 0002-3329.